# Yoan Gouffran
Yoan Gouffran, född 25 maj 1986, är en fransk fotbollsspelare (anfallare) med rötterna i Guadeloupe som spelar för turkiska Göztepe.
Den 17 juli 2017 värvades Gouffran av turkiska Göztepe.